# تالار و موزه مشاهیر و افتخارات ملی کشتی

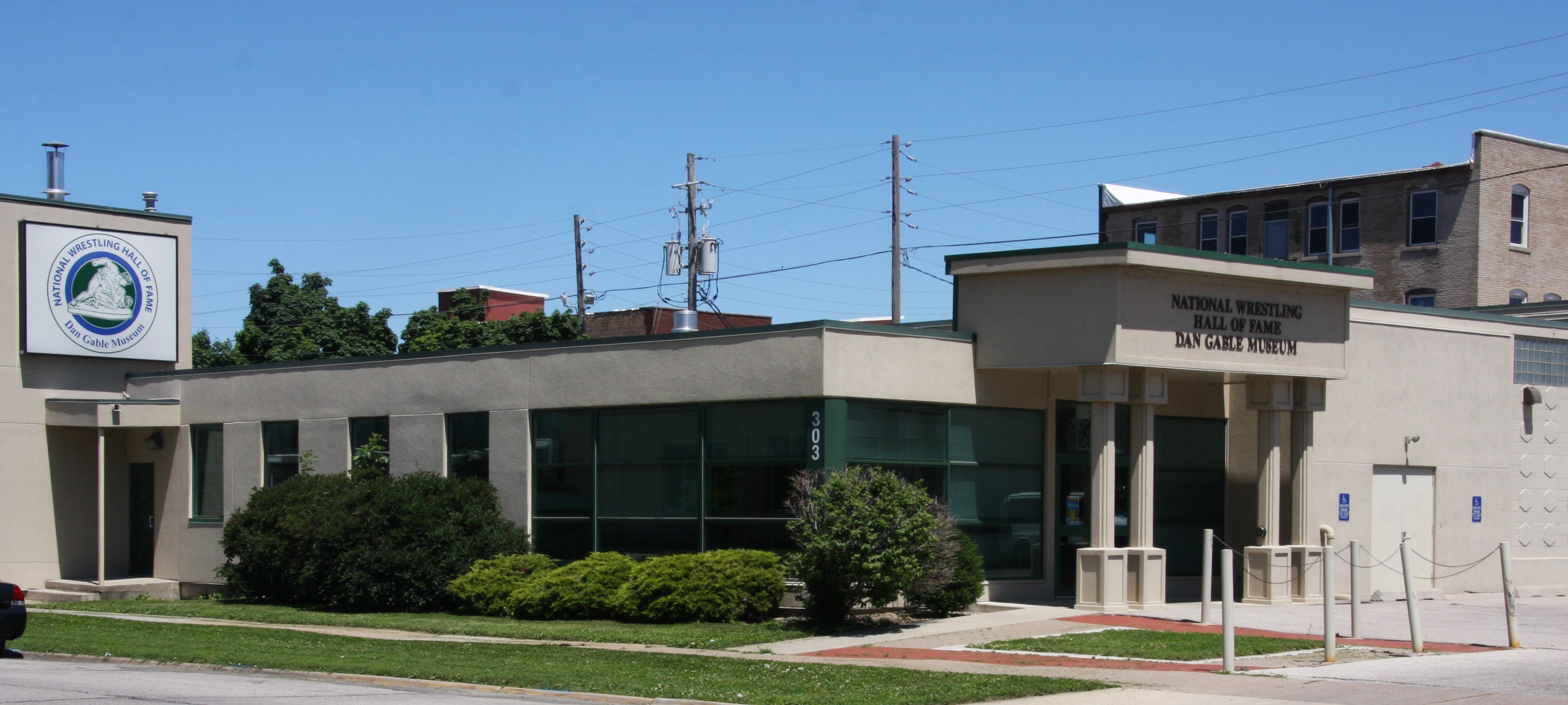
تالار و موزهٔ مشاهیر و افتخارات ملی کشتی

تالار و موزهٔ مشاهیر و افتخارات ملی کشتی (انگلیسی: National Wrestling Hall of Fame and Museum) یک موزه و تالار مشاهیر در زمینه کشتی است که در استیلواتر، اکلاهما قرار دارد.

مراسم سالیانه تالار مشاهیر و افتخارات فدراسیون کشتی آمریکا، باهدف معرفی، بررسی و نهایتاً ورود قهرمانان، مربیان، داوران و کسانی که در طول زندگی‌شان منشأ کمک به پیشرفت و اعتلای کشتی بوده‌اند، برگزار می‌شود.